# Apocheiridium ferumoides
Apocheiridium ferumoides es una especie de arácnido del orden Pseudoscorpionida de la familia Cheiridiidae.

## Distribución geográfica
Se encuentra en Oregón, California y Utah.